# Françoise de Montmorency-Fosseux
Françoise de Montmorency-Fosseux, född 1566, död 1641, kallad La Fosseuse, var officiell mätress till kung Henrik IV av Frankrike 1579-81.
Hon var den yngsta av fem döttrar till Pierre de Montmorency, baron av Fosseux, och blev 1579 hovdam till Navarras drottning Margareta av Valois. Hon beskrivs som söt men blyg vid hovet. 
Henrik IV ska ha övertalat henne till ett sexuellt förhållande genom att bland annat ge henne sötsaker och kallade henne "min dotter". Efter att förhållandet inletts ska hon ha uppträtt med arrogans mot drottningen. Då hon år 1581 blev gravid, använde hon det som ett argument för att få Henrik att gifta sig med henne och skilja sig från sin barnlösa drottning. Hon var rädd för skvallret vid graviditeten och ville resa bort med Henrik. Henrik föreslog att Margareta skulle agera som deras förkläde, men denna vägrade och föreslog att Fosseux skulle lämna hovet ensam. Fosseux vägrade, och fick därefter en dödfödd dotter. Missfallet doldes vid hovet, och Margareta ska ha agerat barnmorska. 
Efter misshandeln inbjöds Margareta till franska hovet av sin mor Katarina av Medici, som föreslog att hon skulle ta med Fosseux som en av sina medföljande hovdamer. Margareta följde rådet, och då de kom till Paris, rådde Katarina av Medici Margareta att skicka tillbaka Fosseux till sin familj, vilket hon också gjorde. Detta avslutade automatiskt hennes ställning som Henriks mätress. Henrik tog detta som en förolämpning, men vidtog inga åtgärder eftersom han vid samma tillfälle hade blivit förälskad i Diane d'Andoins.
Hon gifte sig 1596 med François de Broc, Baron de Cinq-Mars.

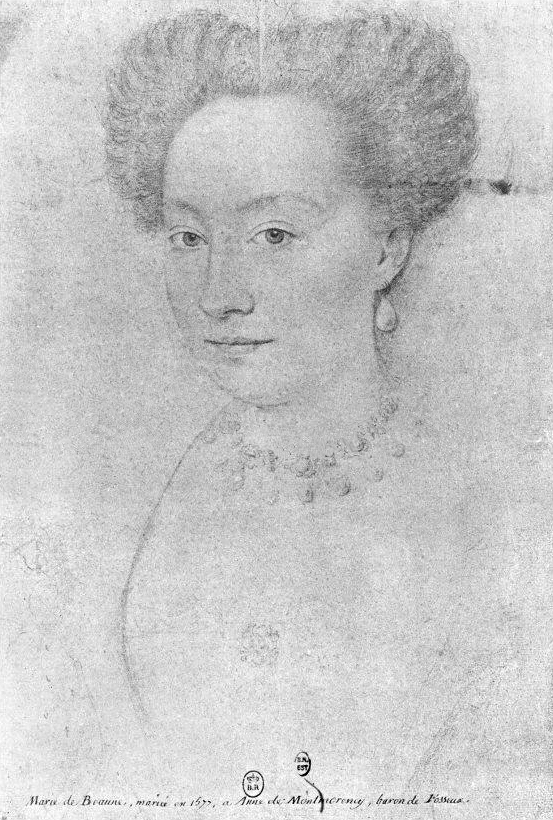
Françoise de Montmorency-Fosseux av François Quesnel.